# 宗教裁判官 (ベルリオーズ)

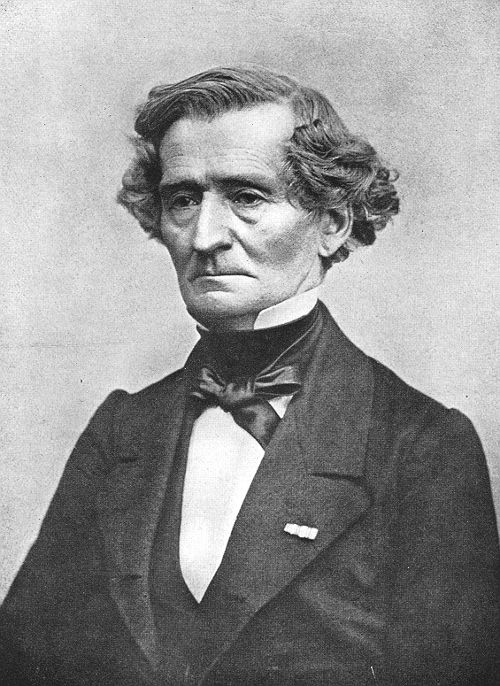
ベルリオーズ

序曲『宗教裁判官』（しゅうきょうさいばんかん、フランス語: Les francs-juges）作品3（H.23d）は、フランスの作曲家エクトル・ベルリオーズが1826年に作曲した管弦楽曲である。なお、本作はオペラ『宗教裁判官』の序曲であるが、オペラ自体は未完に終り、序曲のみが残された。本作は友人の指揮者ナルシス・ジラールに献呈された。1828年5月26日にパリ音楽院ホールにおいて『ウェイヴァリー』など他の自作と共にブロックの指揮によって行われた。

## 概要
友人のアンベール・フェラン（Humbert Ferrand）と計画し、未完に終わったドラム・リリック『レオノール、あるいは最後の宗教裁判官』（Leonore, ou les derniers Francs-Juges）のためもの。劇の諸テーマを提示する序曲のみがベルリオーズによって公開された。『宗教裁判官』のために書かれた序曲以外の断片の一つは再利用されて、『幻想交響曲』に組み入れられて、固定楽想の導入と幾つかの変更も加えて《断頭台への行進》となった。また、『葬送と勝利の大交響曲』の第2楽章「追悼」についても、本作の一部が転用されている。また、シュザンヌ・ドゥマルケによれば、本作の第２主題は『フルート五重奏曲』の中のフルートに委ねられたメロディに他ならない。ベルリオーズに関する限り、創造されたものは何であれ、無駄なものは何もないと言う。

## 曲の構成
ベルリオーズの他の序曲同様、２部構成（緩やかな導入部と２つの主題を持つアレグロ）である。巧みに準備されたクレッシェンドで終わる極めてダイナミックな作品はグルックとウェーバーの影響が感じられる。
まず、追放に処せられたレノール公を表す動機がアダージョ・ソステヌート、ヘ短調で木管と弦によってpp（ピアニッシモ）で始められ、その嘆きは次第に強まり、ff（フォルティシモ）に達すると、突然ppとなって弦は優しく遠く離れたものを想起する。だが、これを遮るものは3管のトロンボーンとオフィクレイドを加えた管楽器のユニゾンでの激しい動機である。音楽史上こうした管楽器の使い方は未だかつて前例のないことである。これはレノール公を迫害する宗教裁判官の恐ろしい力を示すものなのである。中間部では抑圧される側と宗教裁判官たちとの激しい戦いが暗示され、最後は目まぐるしい戦いの内に、迫害された側が勝利を得て、希望を見出す。

## 編成
- 木管楽器：フルート2（持ち替えでピッコロ1）、オーボエ2（持ち替えでコーラングレ1）、クラリネット2、ファゴット2、コントラファゴット1
- 金管楽器：ホルン4、トランペット2、コルネット2、トロンボーン3、オフィクレイドまたはテューバ（現在ではテューバで演奏する）2
- 打楽器：ティンパニ1、バスドラム１、シンバル
- 弦五部

## 演奏時間
約13分。